# Josef Schibli
Josef Martin Schibli, född 12 november 1925 i Lachen am See i Schweiz, död 1 juni 2019 i Helsingborg, var en svensk poet, grafiker, målare, tecknare, press- och handförgyllare.
Han var son till dekoratören Theodor Schibli och Elisabeth Knobel. Schibli studerade vid Kunstgewerbeschule i Zürich 1947 och vid Central School of Arts and Crafts i London 1960 samt för Johnny Friedlaender i Paris 1964 samt vid aftonkurser i grafik för Carl Johanson 1950–1960 och under ett stort antal studieresor i Västeuropa. Tillsammans med Carl Johanson och Hedvig Malmström genomförde han en grafikutställning i Laholm 1962 och tillsammans med L Hultgren ställde han ut Norrköping. Han medverkade i Hallands konstförenings höst- och vandringsutställningar samt i Stockholmssalongerna på Liljevalchs konsthall. På eget förlag publicerade han den illustrerade diktsamlingen Gedichte eines Träumers 1957. Hans konst består av figurer och landskap i etsning, akvatint eller torrnål och i mindre utsträckning olja och teckningar.